# 公式 (数理逻辑)
在数理逻辑中，公式是表达命题的形式语法对象，除了这个命题可能依赖于这个公式的自由变量的值之外。
公式精确定义依赖于涉及到的特定的形式逻辑，但有如下一个非常典型的定义（特定于一阶逻辑）：公式是相对于特定语言而定义的；就是说，一组常量符号、函数符号和关系符号，这里的每个函数和关系符号都带有一个元数（arity）来指示它所接受的参数的数目。

## 定义

### 项的递归定义
- 一个变量

或
- 一个常量符号

或
- {\displaystyle f(t_{1},...,t_{n})\,}，这里的{\displaystyle f\,}是一个n-元函数符号，而{\displaystyle t_{1},...,t_{n}\,}是项。

### 公式的递归定义
- {\displaystyle t_{1}=t_{2}\,}，这里的{\displaystyle t_{1}\,}和{\displaystyle t_{2}\,}是项

或
- {\displaystyle R(t_{1},...,t_{n})\,}，这里的{\displaystyle R\,}是一个n-元关系符号，而{\displaystyle t_{1},...,t_{n}\,}是项

或
- {\displaystyle (\neg \varphi )}，这里的{\displaystyle \varphi \,}是公式

或
- {\displaystyle (\varphi \land \psi )\,}，这里的{\displaystyle \varphi \,}和{\displaystyle \psi \,}是公式

或
- {\displaystyle (\exists x)(\varphi )\,}，这里的{\displaystyle x\,}是一个变量而{\displaystyle \varphi \,}是一个公式。

## 解释
公式并不一定具备封闭形式（即不一定没有省略号）。
- 阶乘“！”、求和式“∑”和求积式“∏”等都隐含省略号。
- 排列数和组合数等都含有省略号。

按照通项公式去计算有时比按照定义去计算更加复杂。
- 斐波那契数列公式：

{\displaystyle F_{n}={\frac {1}{\sqrt {5}}}\left\{\left({\frac {1+{\sqrt {5}}}{2}}\right)^{n}-\left({\frac {1-{\sqrt {5}}}{2}}\right)^{n}\right\}={\varphi ^{n} \over {\sqrt {5}}}-{(1-\varphi )^{n} \over {\sqrt {5}}}}
但是相比较按照这个公式计算{\displaystyle f_{n}\,}，还是按照递归定义：{\displaystyle f_{n}=f_{n-2}+f_{n-1}(n\geq 3)\,}进行计算更方便。

根据谓词逻辑的语义推导规则，语义应该具有一致性，就是对于一个命题逻辑语句集f，当且仅当至少存在这样一种解释i，f的一切元素在i之下都是真的，那么，f是语义一致的。在命题逻辑语义学内，一个赋值不能同时把真和假给予某个命题原子式。在命题逻辑语义学中，在同一解释下，一个集合不能既属于某个谓词的外延又不属于该谓词的外延。{现代西方哲学逻辑，复旦大学出版社235页}